# Catherine de Brunswick-Wolfenbüttel
Catherine de Brunswick-Wolfenbüttel, née en 1518 à Wolfenbüttel et morte le 16 mai 1574 à Crossen-sur-l'Oder, est une princesse de la dynastie des Welf, fille du duc Henri II de Brunswick-Wolfenbüttel. Elle fut margravine de Brandebourg-Custrin par son mariage avec le margrave Jean Ier.

## Biographie
Catherine est la deuxième fille du duc Henri II de Brunswick-Wolfenbüttel (1489-1568) de son premier mariage avec Marie (1496-1541), fille du comte Henri de Wurtemberg. Sa sœur aînée Marguerite est mariée au duc silésien Jean de Münsterberg-Œls, lorsque son frère cadet Jules succède en 1568 à leur père en tant que duc de Brunswick-Lunebourg et prince de Brunswick-Wolfenbüttel. Une sœur cadette, Claire fut abbesse de Gandersheim puis épousa son cousin Philippe II de Brunswick-Grubenhagen.
Elle-même épouse le 11 novembre 1537 à Wolfenbüttel le margrave Jean Ier de Brandebourg-Küstrin (1513-1571), frère cadet de l'électeur Joachim II Hector issu de la maison de Hohenzollern. Catherine joue un rôle important dans la propagation de la Réforme protestante dans le margraviat de Brandebourg.
Catherine est considéré comme extrêmement frugale et économe, et elle soutient activement son mari. Elle a plusieurs dépendances à la résidence Custrin et un jardin potager. Elle a un soi-disant "jardin sauvage" dans une banlieue de la ville et d'autres biens à Schaumburg (Szumiłowo), à Drewitz (Drzewice) et surtout à Neudamm (Dębno), un ancien domaine des chevaliers de Saint-Jean qui était un cadeau de son mari. Catherine installe des réfugiés religieux néerlandais à Neudamm, ce qui lance l'artisanat des tisserands. Elle y fit construire une école et une église, et en 1562, la colonie a reçu sa reconnaissance officielle en tant que ville.
Catherine, qui est décrite comme très populaire, est connue par la population comme la Mère Kate. Elle fonde la première pharmacie en Drossen (Ośno) et en installe une autre à Custrin, à partir duquel elle fournit les pauvres avec des médicaments gratuits. Catherine construit de nombreuses fermes et laiteries, qu'elle administre elle-même et vend également la récolte elle-même.
Catherine meurt en 1574. Son tombeau est découvert en 1999 dans les ruines de l'église paroissiale à Custrin par des archéologues de Szczecin. La Katharinenstraße ("Catherine") à Berlin-Halensee est nommé en son honneur.

## Descendance
De son mariage avec Jean de Custrin, Catherine a deux filles:
- Élisabeth (1540-1578), mariée en 1558 à son cousin le margrave Georges-Frédéric Ier de Brandebourg-Ansbach ;
- Catherine (1549-1602), mariée en 1570 avec son cousin l'électeur Joachim III Frédéric de Brandebourg.